# Chiesa di Sant'Agostino (Vienna)
La chiesa di Sant'Agostino (in tedesco: Augustinerkirche) è un luogo di culto cattolico di Vienna, retto dagli agostiniani.

## Storia
Nel 1327, il Duca Federico I d'Asburgo fondò questa chiesa con un chiostro per i frati Agostiniani. È quindi da sempre chiamata così dai viennesi, anche se il suo nome ufficiale è "Chiesa di Sant'Agostino".
Dal 1634 è stata la storica chiesa parrocchiale della Hofburg, il palazzo d'inverno della dinastia degli Asburgo, situato nel centro di Vienna.
Fu scena di molti matrimoni degli Asburgo, tra cui quello dell'arciduchessa (e futura imperatrice) Maria Teresa con il duca Francesco di Lorena nel 1736, quello dell'arciduchessa Maria Luisa con l'imperatore Napoleone I di Francia nel 1810 e quello dell'imperatore Francesco Giuseppe  con la duchessa Elisabetta di Baviera nel 1854.
Attualmente è famosa soprattutto per la musica sacra, suonata in particolare durante la settimanale messa alta della domenica, con coro e orchestra. Il compositore Franz Schubert qui diresse la sua Messa in Fa, mentre l'omonima messa di Anton Bruckner venne eseguita per la prima volta in questa chiesa, dotata di due organi.

## Descrizione

### Arte e architettura

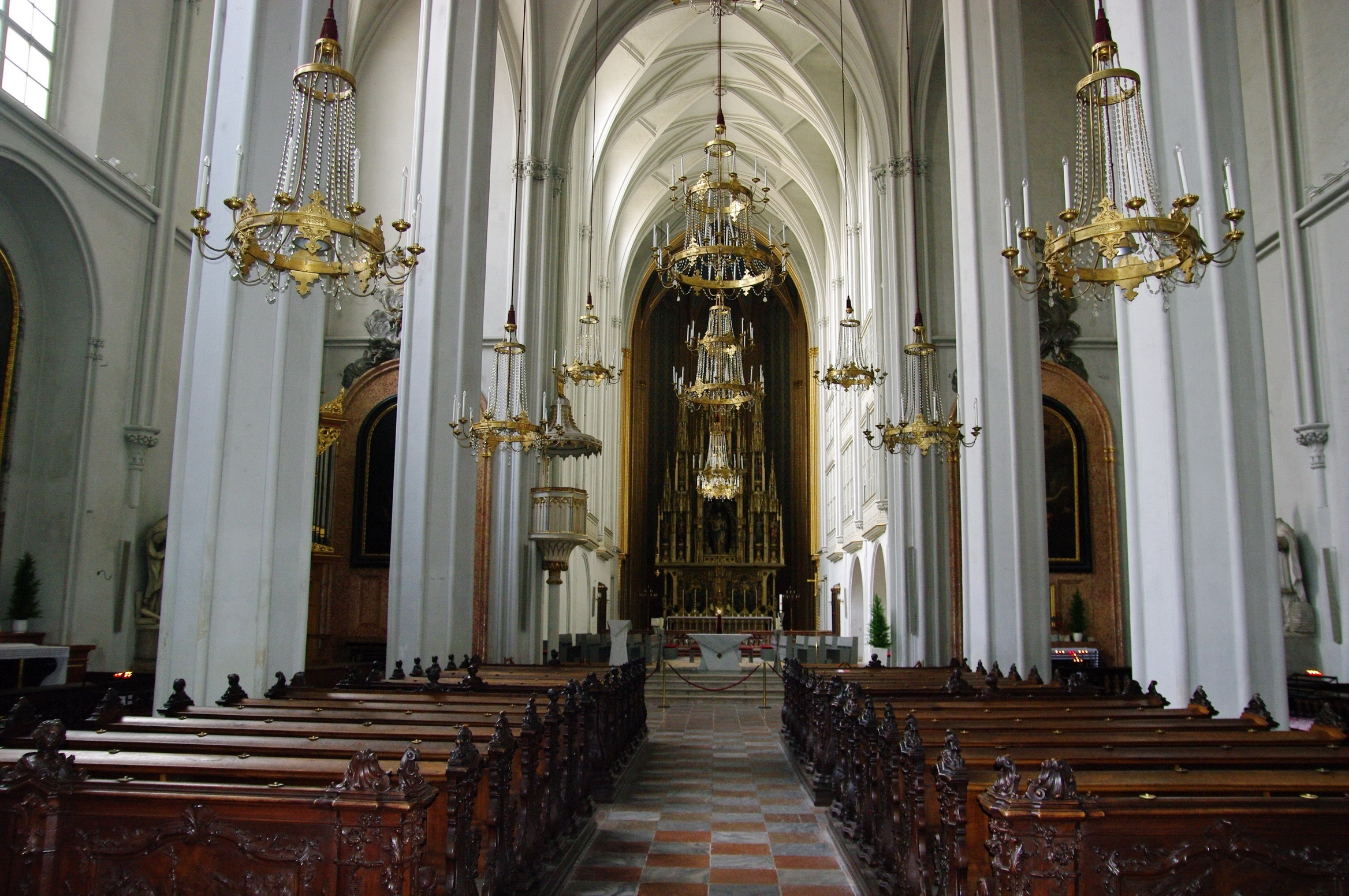
Interno

La navata venne costruita dall'architetto Dietrich Landtner tra il 1330 e il 1339, ma non venne consacrata fino al 1º novembre 1349. Con l'espandersi della vicina Hofburg, l'Augustinerkirche venne gradualmente incorporata ed oggi è parte del complesso. Anche se non appariscente dall'esterno, l'interno della chiesa è più ornato. Nel 1784, durante il regno dell'imperatore Giuseppe II, vennero rimossi 18 altari laterali, quando la chiesa venne restaurata in stile gotico ad opera dell'architetto di corte Johann Ferdinand Hetzendorf von Hohenberg.
Un nuovo altare laterale venne aggiunto nel 2004, dedicato all'imperatore Carlo I d'Austria (1887-1922), in quell'anno proclamato beato dalla Chiesa cattolica.
Notevoli tra i monumenti della chiesa sono il memoriale a Maria Cristina d'Asburgo-Lorena, scolpito da Antonio Canova, e la Herzgruft, contenente i cuori di 54 membri della famiglia reale.

### Organi a canne
Sulla cantoria in controfacciata si trova un organo a canne costruito dalla ditta organaria Rieger Orgelbau nel 1976 all'interno della ricca cassa del precedente strumento, costruito intorno al 1930 e distrutto durante la seconda guerra mondiale. Lo strumento, a trasmissione mista installata nel 2002 dalla ditta organaria Eisenbarth Orgelbau, ha quattro tastiere di 56 note ciascuna ed una pedaliera di 30.
Nel 1985, in occasione dei 300 anni dalla nascita di Johann Sebastian Bach, è stato costruito dalla ditta organaria olandese dei fratelli Reil un secondo strumento di ispirazione barocca. A trasmissione integralmente meccanica, ha 25 registri suddivisi fra le due tastiere, di 53 note ciascuno e la pedaliera, di 27.